# サム・マテカネ
サム・マテカネ（英:Sam Matekane、ソト語：Ntsokoane Samuel Matekane、1958年3月15日 - ）はレソト王国の政治家、実業家で現在のレソト王国首相兼国防安全保障大臣兼環境大臣である。部族はソト族。レソト王国で不動産開発や鉱山を運営するマテカネグループの創始者で、レソトで最も裕福な人物としても知られており、ダイヤモンド王との異名も持つ。また2022年3月に繁栄のための革命(RFP)を設立し、党首を務めている。

## 政治
彼が2022年の3月に設立したRFPは同年10月のレソト王国総選挙において前与党であった全バソト会議(ABC)を大きく引き離し、最多となる120議席中56議席を獲得したが過半数には5議席ほど及ばず、民主同盟(レソト)(5議席)経済変革(4議席)と連立内閣を組み政権を握った。